# لاسکووا (شهرستان لیمانووا)
لاسکووا (به لاتین: Laskowa) یک روستا در لهستان است که در گمینا لاسکووا واقع شده‌است. لاسکووا ۳٬۱۳۳ نفر جمعیت دارد.